# Currywurst

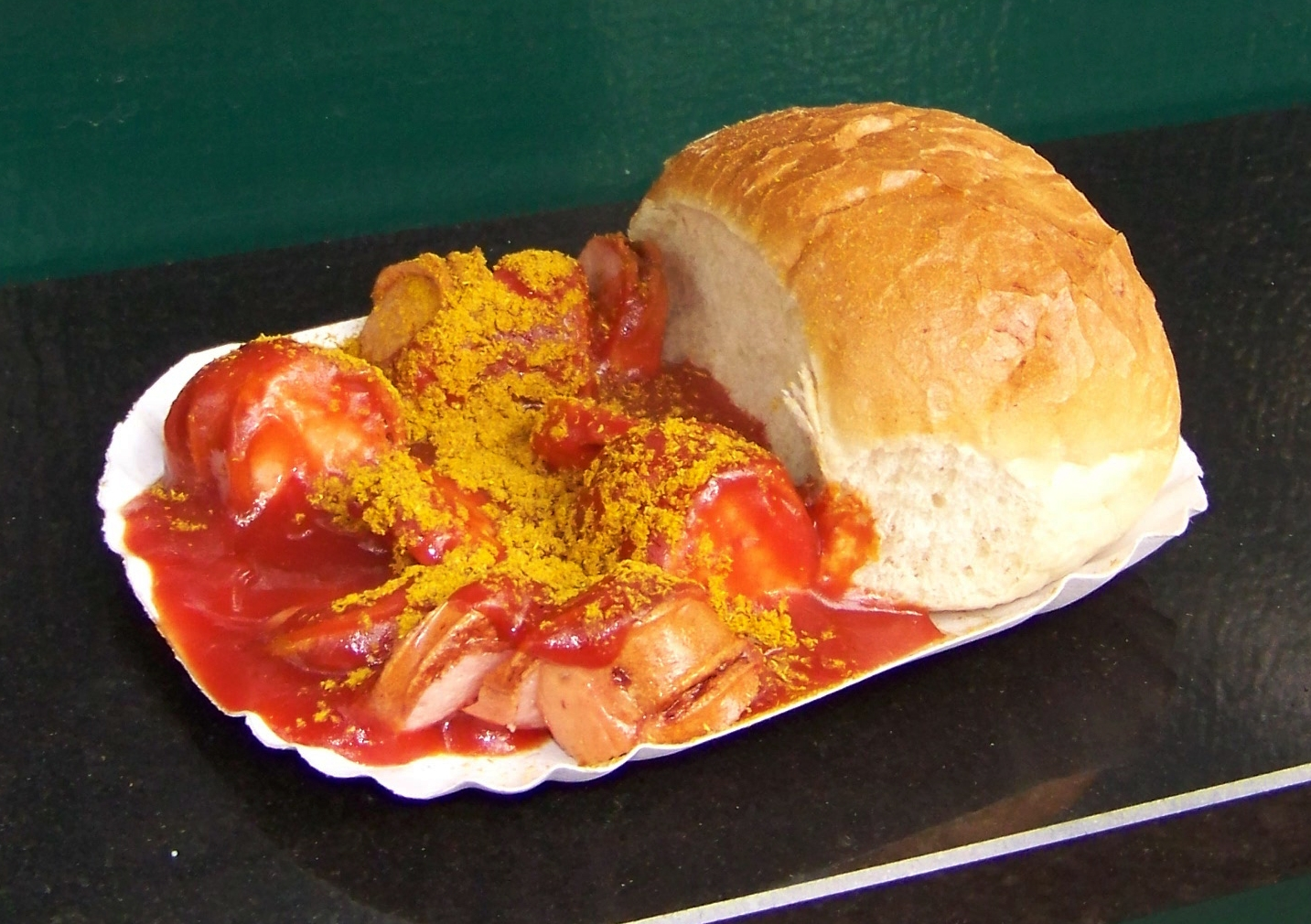
Currywurst

Currywurst är en typ av korv som härstammar från Tyskland, där den är en populär snabbmat. Den serveras med tomatsås med curry, ketchup med curry eller tunn currysås och currypulver och vanligen med bröd alternativt pommes frites. Den utgör ett vanligt inslag på korvkioskernas matsedel men kan även köpas som råvara och tillagas hemma.

## Historia
Currywurstens historia är delvis omstridd och det finns två versioner. Under lång tid ansågs Hertha Heuwer vara kvinnan bakom den populära korven. Heuwer började 4 september 1949 sälja currywurst vid hörnet av Kantstrasse/Kaiser-Friedrich-Strasse i Berlinstadsdelen Charlottenburg. Såsen som hon skapade gav hon namnet Chillup.
Författaren Uwe Timm hävdar emellertid i novellen Upptäckten av currywursten från 1993 att currywurstens skapare skall ha varit Lena Brücker. Hon hade en kiosk i Hamburg och ska ha börjat sälja currywurst redan 1947.
Det finns alltså de som menar att Berlin/Heuwer är ursprunget och andra som förespråkar Hamburg/Brücker. Minnestavlor har rests på båda ställena.

## Varianter
Currywurst har kommit att bli mest populär i Berlin, Hamburg och Ruhrområdet med lokala skillnader hur den tillreds. I Berlin finns ett av Tysklands mest kända currywurstställen, Konnopke’s Imbiss.

### Berlin
Berliner Currywurst utmärker sig genom att ha två grundläggande varianter:  med eller utan tarm ("mit und ohne Darm"). De tillagas genom att stekas och sedan skärs de i bitar. Sedan läggs ketchupsås och rikligt med currypulver över korven. Det finns även varianter med cayennepeppar som man får på begäran. Vidare kan man få Worcestershiresås eller en blandning av lök och chili.

### Ruhrområdet
I Ruhrområdet med omnejd görs currywurst med bratwurst som bas. Det är också här som Friedhelm Selbach år 1963 uppfann den elektriska currywurstsnittaren.